# Anne-Marie Comparini
Anne-Marie Comparini, née le 11 juillet 1947 à Orange (Vaucluse) et morte dans la nuit du 4 au 5 janvier 2025 à Lyon, est une femme politique française de centre droit.
Elle est présidente du conseil régional de Rhône-Alpes de 1999 à 2004 et députée du Rhône de 2002 à 2007.

## Biographie
Originaire du Vaucluse, Anne-Marie Comparini suit des études de droit à Lyon, où elle est diplômée en droit public et obtient un certificat d'études supérieures de l'Institut du droit du travail.
Elle travaille à l'Office de radiodiffusion-télévision française (ORTF) et à l’Institut national de l'audiovisuel (INA), puis devient assistante parlementaire de Raymond Barre de 1978 à 2001.
Anne-Marie Comparini entre au conseil régional de Rhône-Alpes en 1986. Réélue en 1992 conseillère régionale, elle est adjointe de Raymond Barre à la mairie de Lyon entre 1995 et 2001, chargée de la politique de la Ville et des universités.
En 1999, après l'invalidation par le Conseil d'État de l'élection de Charles Millon à la présidence du conseil régional de Rhône-Alpes, et après qu'elle s'est prononcée contre toute alliance avec le Front national, elle est élue à la tête de la région grâce aux voix de toute la gauche et à celles des élus UDF qui ne soutenaient plus Charles Millon depuis qu'il avait accepté, en 1998, les voix du Front national. Candidate à sa succession au nom de l'union de la droite UDF-UMP aux élections de 2004, elle perd face à la liste de gauche menée par Jean-Jack Queyranne.
Elle est élue députée le 16 juin 2002 pour la XIIe législature (2002-2007) dans la 1re circonscription du Rhône. Elle siège à la commission des lois. Restée fidèle à François Bayrou dans la foulée de l'élection présidentielle de 2007, elle est battue aux législatives suivantes dès le premier tour, en recueillant, sous l'étiquette Mouvement démocrate, 17,37 % des suffrages. Elle fait alors l'objet d'une insulte sexiste filmée de la part de Patrick Devedjian, à laquelle elle réagit : « Ces propos témoignent d’un manque de respect à toutes les femmes et portent atteinte à leur dignité » et qui selon Libération la déstabilisera profondément, bien que cette même insulte ait déjà été proférée par les députés RPR à l'assemblée nationale quand elle avait été élue pour succéder à Charles Millon. 
Conseillère régionale, promise à la tête de liste du parti de François Bayrou pour les municipales à Lyon, elle annonce en septembre 2007 sa décision de se retirer de la vie politique et de ne plus briguer de nouveau mandat, mais d'aller cependant au terme de son mandat de conseillère régionale en 2010. 
Elle est présidente du conseil de développement de la métropole de Lyon de 2015 à 2021.
Anne-Marie Comparini meurt dans la nuit du 4 au 5 janvier 2025 à l'hôpital Édouard-Herriot, à l'âge de 77 ans.

## Synthèse des fonctions et des mandats
Mandats locaux
- 1986 - 2010 : Conseillère régionale de Rhône-Alpes
- 1995 - 2001 : Maire-adjointe de Lyon
- 9 janvier 1999 - 2 avril 2004 : Présidente du Conseil régional de Rhône-Alpes

Mandat parlementaire
- 19 juin 2002 - 19 juin 2007 : Députée de la 1re circonscription du Rhône

Autre mandat
- 1er janvier 2015 - 16 mars 2021 : Présidente du Conseil de développement de la métropole de Lyon

## Distinctions
- Chevalier de la Légion d'honneur le 14 avril 2017[4].